# Pristimantis minimus
Espèce
Pristimantis minimus est une espèce d'amphibiens de la famille des Craugastoridae.

## Répartition
Cette espèce est endémique de la province de Zamora-Chinchipe en Équateur. Elle se rencontre entre 1 250 et 1 685 m d'altitude dans la cordillère du Condor.

## Description
Les mâles mesurent de 9,5 à 13,7 mm.

## Publication originale
- Terán-Valdez & Guayasamin, 2010 : The smallest terrestrial vertebrate of Ecuador: A new frog of the genus Pristimantis (Amphibia: Strabomantidae) from the Cordillera del Cóndor. Zootaxa, no 2447, p. 53-68.